# 刀銃
刀銃是一種結合短柄刀械與銃械的結合式武器，明代的刀銃的火器部分在刀柄內，可射中數十步外的敵人。另有用日本刀來製作的日本銃刀式，遇敵先放銃後再以刀和藤牌作戰。
西洋亦有將刀與銃結合的武器。

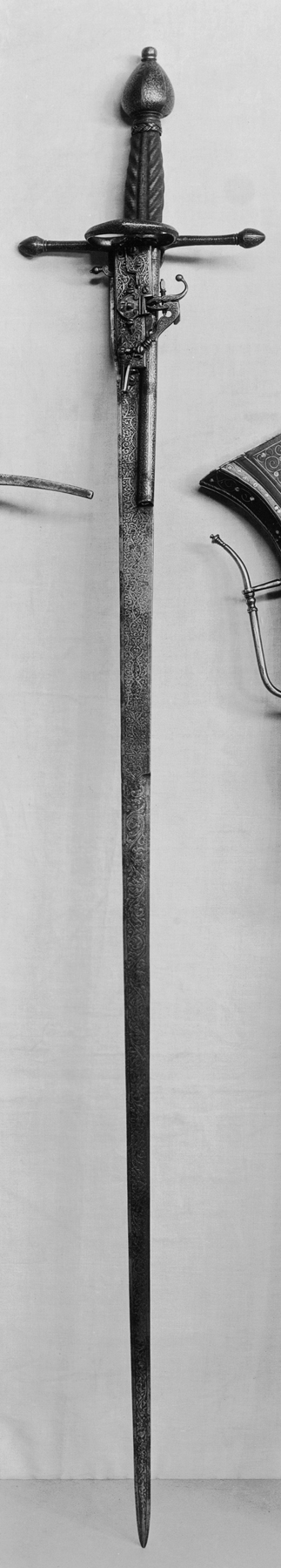
德國的刀銃。

在二戰期間發現有日軍軍官私下佩備以十四年式手槍改裝的劍槍，為軍刀和手槍合一的武器。